# Meiningenizmus
A meiningenizmus a színháztörténet egy fontos irányzata volt, amely a 19. század végén született meg a meiningeni herceg udvarában. Az irányzat főbb jellemzőit a herceg által létrehozott szabálykönyvből ismerhetjük. Annak ellenére, hogy az előírások közül sok ma már akár nevetségesnek is tűnhet, az irányzat forradalmi jellege abban állt, hogy elsőként ismerte fel és hangsúlyozta a színjátszás mellett létező elemek (a rendezés, a díszletek, a kellékek  és a jelmezek) fontosságát. 

## Kialakulása
II. György szász-meiningeni-herceg díszlet- és jelmeztervező volt, s színházi kötődését fokozta az is, hogy színésznőt (Ellen Franz) vett feleségül, aki 1873-ban a társulat dramaturgja lett, felváltva Bodestädtet. Színtársulata főleg Shakespeare és német klasszikusok darabjait tűzte műsorára, s minden egyes drámai művet a saját atmoszférájának és külön tónusának a jegyében újítja fel. Dramaturgiai újításként ragaszkodott az eredeti műhöz, húzatlanul is adtak elő műveket. Az életigazság nevében megrohamozta a festett kulisszákat. Lényegében rosszul értelmezett és rosszul kivitelezett történelmi naturalizmus jellemezte, így felhívta a figyelmet a színpadi valóság problémájára. Legnagyobb hatása az volt, hogy dokumentumszerű korhűségével vágyat ébresztett a színpad élethű és valószerű kialakítása után. Hallatlan műgonddal kidolgozott, ezért a színpadon nem érvényesülő, túlgazdag, túlhalmozott díszleteket és jelmezeket, „igazi” kellékeket alkalmaztak. Előtérbe került a festőiség. Előadásaik legfőbb vonzereje a káprázatos külsőségekben, az aprólékos korhűségben és a színpadon vitt népes tömegek újszerűen érdekes és illúziót keltő mozgásában állott, valamint II.György és Cronegk lelkességében és odaadásában. Annak ellenére, hogy nem voltak nagy színészeik, az Európában páratlan, összeszokott együttesjáték miatt mindenhol hatalmas sikereket értek el. Dráma helyett látványosságot kínáltak: a Julius Caesar nagy fórum-jelenetében például beleírtak a szövegbe rövid közbeszólásokat és felkiáltásokat a tömegnek – ezzel nagy sikereket értek el, de a jelenet egyensúlyát felborították.

## Színpadkép
A szimmetria az "unalom atyja", ezért kerülték a szimmetrikus beállításokat: a párhuzamos járásokat, a pózok egyformaságát – mindenkinek figyelnie kellett a szomszédját, nehogy ugyanúgy álljon; kivéve, ha éppen a szimmetrikus elrendezés adta kivételes színpadi hatásokat akarták kiaknázni. Semmi se lehetett épp középen, a színésznek ki kellett hagynia a középső sávot. Három színész nem állhatott meg egyenes vonalban és a köztük lévő távolságnak is állandóan különbözni kellett. Két színész nem állhatott egyenlő távolságra a súgólyuktól; a színész nem állhatott meg két lábával ugyanazon a lépcsőfokon. A színész és a festett díszlet viszonyát is igyekeztek rendbe tenni: a perspektivikus háttért tilos megközelíteni, tilos a színésznek a vászonhoz támaszkodni, mert az lebegni kezd. Amennyiben lehetséges, az emberi méreteket kell követni a díszletben is (templom teteje lógjon túl stb.). A herceg előírásai között szerepelt, hogy a díszletek anyaga ne különbözzön, ne alkalmazzunk egyszerre festett és valódi elemeket. Felhívja a figyelmet arra is, hogy a háttérben elhelyezett gyerekstatiszták nem látszanak felnőtteknek, mert mozgásuk teljesen más. A herceg tiltja a horizont használatát, helyette a vidéki tájat fákkal kell jelezni. 
A kor szokásos egyszintes színpadán emelvényeket és lépcsőket alkalmazott, s így vertikálisan is megnyitotta a teret. Új fényforrásokat is használt: gáz-, később elektromos világítást; hangkulisszákat, hangeffekteket.

## Tömegjelenetek
A statiszta mindig a rendező átka volt színpadidegen jelenlétével, ezért akárhova ment a meiningeni társulat, szenzációt keltett a tömegek mozgatásával. Meiningenben a statiszta a produkció fontos részévé vált: éppen olyan rendszeresen kellett próbálnia, ugyanolyan gonddal öltöztették fel. Itt is kerülni kellett minden szabályosságot: az egymás mellett állóknak különböző magasságúaknak kellett lenniük, vagy különböző szintekre kellett elhelyezkedniük (térdelni, guggolni). Minden nagyobb tömeget kisebb csoportokra osztottak, élükre a vezető színészek közül állt valaki. Ennek a „tömegszolgálatnak” a teljesítése kötelező volt, senki sem bújhatott ki alóla. A vezető megkapta írásban a végszavakat és az utasításokat, s neki kellett megírnia a változatos közbeszólásokat, az unisono ugyanis mellőzendő volt. A tömegszereplők számára karaktereket, mozdulatsorokat találtak ki, így a tömeg arcai is egyéniek voltak. Egyetlen színpadi tömeg sem lehet számban akkora, mint egy valódi tömeg, ezért az illúzió érdekében a közönségnek sohasem szabad látnia a tömeg széleit. 

## Jelmezkészítés
A herceg felismerte, hogy a lánc nem erősebb, mint leggyengébb láncszeme: neki egyetlen részlet sem minősült túl jelentéktelennek ahhoz, hogy ne tanulmányozzák. Azelőtt szinte hírét sem hallották annak, hogy a jelmezek stílusát a produkció általános stílusához hangolják. Meiningenben a jelmezeket és a díszleteket minden darabhoz ugyanolyan gonddal tervezték meg. A jelmez viselése szerves része volt a próbamunkának, a színésznek hozzá kellett szoknia azokhoz a sajátos gesztusokhoz és testtartáshoz, melyeket az egyes történelmi divatkorszakok magukkal hoznak. Minden jelmez gondos viselési útmutatóval került a színészhez, s annak a herceg engedélye nélkül semmit sem volt szabad változtatnia. A színész gesztusának és egész magatartásának összhangban kellett lennie viseletével. Éppen ilyen gondot fordítottak a fegyverekre: külön fegyverkészítőt szerződtettek. Jelmezeik mindezek ellenére tele voltak groteszk és kiáltó pontatlanságokkal, mert nem volt jelmeztörténeti munka. Fontos irányelv volt, hogy a jelmezeket nemcsak tetszetősre, hanem viselhetőnek is kellett tervezni: ha a XVIII. századi úrhölgyek probléma nélkül űzték uszályos ruháikban gáláns kalandjaikat, nem viselhetik a színésznők ezeket mereven, páncélként. Megmutatták, hogy a hiteles jelmez nemcsak a történelmi dráma atmoszféráját gazdagíthatja, hanem a színésznek is segítséget jelent. A jelmezből ruha lett. 

## A részmegoldások summája
Szintén forradalmi újításnak számítottak a véget nem érő, fáradhatatlan próbák. Minden darabot  addig próbáltak, amíg el nem készültek vele, s csak ezután kerülhetett előadásra. A próbák általános ellenőrzése, az előadás terve és koncepciója a herceg kezében volt, a szövegértelmezés problémái a feleségéében. Az elhatározásokat közvetlenül Cronegk hajtotta végre, aki egyszemélyben volt segédrendező és játékmester. Nem ismert mentséget: egy késés végzetes következményekkel járhatott. A díszletek, a fontosabb kellékek, valamint a jelmezek már az első próbára elkészültek, amennyiben ez utóbbi nem, a színésznek a jelmezéhez hasonló stílusú ruhában kellett próbálnia. A színészeknek már a legelső próbákon memorizálniuk kellett a szerepükkel járó játékmozzanatokat. A társulat minden tagjától elvárták, hogy a legapróbb részletekig ismerje az előadást (a díszítő el tudja szavalni a monológot). A próbák nem váltak rutinmunkává: a társulat valamennyi tagja közölhette elgondolását, s ezeket azonnal ki is próbálták. Semmi sem minősülhetett túl nehéznek ahhoz, hogy ki ne próbálják és egyetlen kísérletet sem hagytak félbe. (Ez persze sokszor csak időfecsérlésnek bizonyult). A herceg úgy gondolta, a legkisebb törés is elegendő ahhoz, hogy elszálljon az előadás lelke, ezért kell minden részletre ügyelni.   
A meiningeni társulat 1874-1890 között körbeturnézta Európát, s több mint 2500 előadást tartottak. Az európai színjátszásra tett hatásuk felmérhetetlen.

## Külső hivatkozás
- Meiningeni színpadképek (német)